# 세이테쓰촌
세이테쓰촌(清哲村)은 야마나시현 기타코마군에 있던 촌이다. 현재의 니라사키시에 해당한다.

## 역사
- 1875년 2월 - 고마군 3개 촌이 합병해 호사카촌이 성립하였다.
- 1878년 7월 22일 - 군구정촌편직법에 의해, 호사카촌은 기타코마군에 소속되었다.
- 1889년 7월 1일 - 정촌제 시행에 의해 호사카촌이 단독으로 지자체를 형성하였다.
- 1954년 10월 10일 - 니라사키정, 후지이촌, 호사카촌, 가미야마촌, 오쿠사촌, 다쓰오카촌, 아사히촌, 나카다촌, 아나야마촌, 마루노촌과 합병해 니라사키시가 성립하여, 동일 세이테쓰촌은 폐지되었다.

## 참고문헌
- 角川日本地名大辞典 19 山梨県